# Glycosmis longipes
Glycosmis longipes är en vinruteväxtart som först beskrevs av William Grant Craib, och fick sitt nu gällande namn av Tyôzaburô Tanaka. Glycosmis longipes ingår i släktet Glycosmis och familjen vinruteväxter. Inga underarter finns listade i Catalogue of Life.